# گریت گیدینگ
گریت گیدینگ (به انگلیسی: Great Gidding) یک روستا و محله مدنی در بریتانیا است که در هانتینگدونشر واقع شده‌است. گریت گیدینگ ۳۶۳ نفر جمعیت دارد.